# اجكدرج (آيت اعزمان)
اجكدرج هو دُوَّار يقع بجماعة سيدي الجزولي، إقليم الصويرة، جهة مراكش آسفي في المملكة المغربية. ينتمي الدوّار لمشيخة آيت اعزمان التي تضم 5 دواوير. يقدر عدد سكانه بـ 522 نسمة حسب الإحصاء الرسمي للسكان والسكنى لسنة 2004.

## روابط خارجية
- البوابة الوطنية للجماعات الترابية
- المندوبية السامية للتخطيط